# Lozenets (distrikt i Bulgarien, Burgas, Obsjtina Tsarevo, lat 42,21, long 27,81)
Lozenets (bulgariska: Лозенец) är ett distrikt i Bulgarien.   Det ligger i kommunen Obsjtina Tsarevo och regionen Burgas, i den östra delen av landet, 400 km öster om huvudstaden Sofia.
Runt Lozenets är det glesbefolkat, med 19 invånare per kvadratkilometer.